# Mistrzostwa Świata Juniorów w Saneczkarstwie 2024 (tory naturalne)
14. Mistrzostwa Świata Juniorów w Saneczkarstwie na torach naturalnych 2024 odbyły się w dniach 9 - 11 lutego we austriackim Obdach-Winterleiten. Rozegrane zostały cztery konkurencje: jedynki kobiet, jedynki mężczyzn, dwójki oraz rywalizacja drużynowa.

## Terminarz i medaliści
| Data           | Miejscowość         | Konkurencja      | Złoto                              | Srebro                                     | Brąz                                              |
| -------------- | ------------------- | ---------------- | ---------------------------------- | ------------------------------------------ | ------------------------------------------------- |
| 11 lutego 2024 | Obdach-Winterleiten | Jedynki kobiet   | Riccarda Rütz                      | Tina Stuffer                               | Jenny Castiglioni                                 |
| 11 lutego 2024 | Obdach-Winterleiten | Jedynki mężczyzn | Tobias Paur                        | Leon Auer                                  | Anton Gruber Genetti                              |
| 10 lutego 2024 | Obdach-Winterleiten | Dwójki           | Włochy Tobias Paur · Andreas Hofer | Słowacja Peter Neupauer · Dominik Neupauer | Włochy Anton Gruber Genetti · Hannes Unterholzner |
| 11 lutego 2024 | Obdach-Winterleiten | Drużynowe        | Włochy Tina Stuffer · Tobias Paur  | Austria Riccarda Rütz · Leon Auer          | Niemcy Sarah Schiller · Vincent Streit            |

## Klasyfikacja medalowa
| Miejsce | Państwo  | złoto | srebro | brąz | Razem |
| ------- | -------- | ----- | ------ | ---- | ----- |
| 1.      | Włochy   | 3     | 1      | 3    | 7     |
| 2.      | Austria  | 1     | 2      | 0    | 3     |
| 3.      | Słowacja | 0     | 1      | 0    | 1     |
| 4.      | Niemcy   | 0     | 0      | 1    | 1     |